# Stazione di Besana
Stazione di Besana vasútállomás Olaszországban, Lombardia régióban, Besana in Brianza településen.

## Vasútvonalak
Az állomást az alábbi vasútvonalak érintik:
- Monza–Molteno–Lecco-vasútvonal

## Kapcsolódó állomások
A vasútállomáshoz az alábbi állomások vannak a legközelebb:
- Stazione di Villa Raverio
- Stazione di Renate-Veduggio